# Abagrotis placida
Abagrotis placida là một loài bướm đêm trong họ Noctuidae. Loài này được tìm thấy ở Bắc Mỹ.
Số MONA hay Hodges của Abagrotis placida là 11041.